# Хмельовська сільська рада
Хмельо́вська сільська рада (рос. Хмелёвский сельский совет) — сільське поселення у складі Зоринського району Алтайського краю Росії.
Адміністративний центр — село Хмельовка.

## Населення
Населення — 1026 осіб (2019; 1205 в 2010, 1339 у 2002).

## Склад
До складу сільської ради входять:
| Населений пункт       | Населення, осіб (2002) | Населення, осіб (2010) |
| --------------------- | ---------------------- | ---------------------- |
| Клабуковка, село      | 86                     | 13                     |
| Новодресвянка, селище | 70                     | 50                     |
| Хмельовка, село       | 1183                   | 1142                   |